# پل قدیمی کرزان
پل قدیمی کرزان مربوط به دوره صفوی است و در شهرستان تویسرکان، بخش مرکزی، دهستان کرزان رود، روستای کرزان واقع شده و این اثر در تاریخ ۱۵ دی ۱۳۸۷ با شمارهٔ ثبت ۲۴۳۳۴ به‌عنوان یکی از آثار ملی ایران به ثبت رسیده است.